# Gotlandsruss
Gotlandsrusset er en af verdens ældste hesteracer. Racen stammer fra den svenske ø Gotland.
Ordet Russ betyder hest på gotlandsk. Det kommer af det tyske Roß, som betyder en ædel hest. Også det engelske ord horse og det spanske rocín (øg, krikke) har samme rødder. 
Gotlandsrusset kaldes på Gotland også Skogsruss eller Skogsbagge.

## Historien om Gotlandsrusset
Gotlandsrussets historie begynder for over 5000 år siden, helt tilbage i stenalderen. Allerede dengang løb små heste rundt i de gotlandske skove. Sandsynligvis er de indvandret fra Centraleuropa engang i istiden. Det er efterkommere af disse heste, vi i dag kender som Gotlandsruss. 
I flere tusinde år levede denne urtidshest vildt og strejfede om på hele Gotland. Af og til har mennesket sikkert fanget en hest, først og fremmest for at dræbe og spise den. Det vidner fund af hesteknogler og – tænder fra en jernalderboplads midt på Gotland om. Senere har man så fundet på at tæmme heste og anvende dem som arbejdskraft.
Længere oppe i tiden som der kom flere og flere mennesker til, blev de vilde hestes levemuligheder indskrænkede. Meget af skoven blev efterhånden fældet, for at jorden kunne blive opdyrket. Russet kom nu til at spille en vigtig rolle som arbejdspony i landbruget. Man indfangede og tæmmede de heste, man havde brug for til kørsel eller markarbejde. Der blev også en vis efterspørgsel på ponyerne fra udlandet. I slutningen af 1800 tallet blev mere end 2000 Gotlandsruss eksporteret fra fødeøen til bl.a. England, Tyskland og Belgien, typisk som kulmineponyer.
I løbet af 1800 tallet blev de vilde russ jaget som skadedyr, fordi de løb ind på bøndernes marker og ødelagde afgrøderne. Endnu så sent som i 1932 berettes der om vild jagt på omkringstrejfende russ. 
I 1930'erne var Gotlandsrusset i stor fare for at blive udryddet. Der var kun 30 hopper og 14 hingste tilbage i avlen på Gotland. Heldigvis var der en håndfuld entusiastiske avlere, som gjorde en stor indsats for at redde racen, bl.a. ved i 1950'erne at indsætte en welsh pony hingst og, da den døde, en welsh mountain hingst i avlen, for at undgå indavl. Stambogen for russ er i dag en lukket stambog, dvs. kun racerene dyr kan optages i stambogen. Der avles målrettet for at bevare alle linjer. Cirka halvdelen af alle nulevende russ kan føres tilbage til de to welshhingste, men russet har heldigvis alligevel beholdt sine oprindelige kendetegn, bl.a.  den lavtansatte hale og den lige profil, og mange har den typiske lysebrune farve med "melmule" og lys bug. Gotlandsrusset er en ganske ædel pony, der kategoriseres som varmblod.
Op gennem 1950'erne steg interessen for ponysport. Nu fik også det svenske fastland øjnene op for den talentfulde pony, som sagtens kunne stå mål med importerede engelske ponyer. Gotlandsrussavlen fik et tiltrængt løft, og i 1975 blev så mange som 1800 russhopper bedækket. 
I dag er Gotlandsrusset en af Sveriges mest populære ponyracer og der er over 8000 registrerede russ i landet. Heraf virker cirka 600 hopper og cirka 100 hingste i avlen. Det er en hårdfør og sej lille hest som kan anvendes til alle former for ridning og kørsel. Bevægelsen er let og energisk med god fremdrift i både skridt, trav og galop. Mange russ deltager med succes i dressur- spring og militarykonkurrencer på højt niveau. Ponyen har en imponerende springevne og et uovertruffent gåpåmod, den springer let sin egen højde. Den er stærk og udholdende, men er ingen ridehest for voksne. Det holder dens ryg ikke til i længden. Men selv om man er blevet for stor til at ride på sit russ, kan man sagtens have glæde af den, f.eks. som kørepony. Den er smidig og let at manøvrere, så den egner sig udmærket til fx præcisionskørsel. 
I Sverige er russ på grund af det særdeles gode temperament også meget brugt på rideskoler, foruden til ponytrav og galopløb. Der er i Sverige en stor interesse for ponytrav, som vi endnu ikke har mærket i Danmark. Gotlandsrusset er den fødte væddeløber, den har en utroligt hurtig, jordvindende trav og er helt suveræn i forhold til andre ponyracer på samme størrelse. Desuden er den i besiddelse af stor fighterånd og løbeglæde.
På Lojsta hed, som er 650 indhegnede hektar skov midt på Gotland, lever endnu en vildtgående russflok på ca. 80: moderhopper, føl og ungheste samt en hingst, der skiftes ud hvert 2.-3.år. Hestene lever her i skoven året rundt på samme måde som de altid har gjort, dog føres der tilsyn med dem og de fodres med hø om vinteren. De vilde russ på Lojsta hed er en stor turistattraktion, og hver sommer sidst i juli måned, når hestene samles for præmiering, trækker det mange hundrede tilskuere til. Årets føl sælges fra om efteråret bortset fra enkelte hoppeføl, som får lov at blive i flokken for at føre slægten videre. 
Der findes i dag også Gotlandsruss i Finland og Norge, og så langt væk som USA og Canada. I USA bruges den blandt andet – foruden til kørsel – til westernridning og som handicaphest.
I Danmark er russavlen endnu ganske lille – der er ca. 300 registrerede dyr i landet, og årligt foler cirka 15 hopper efter en godkendt russhingst.